# Arthur Sassoon
Pour les articles homonymes, voir Sassoon.
Arthur Sassoon (25 mai 1840-13 mars 1912) est un banquier anglais.

## Biographie
Arthur Abraham David Sassoon est né le 25 mai 1840. Il est le cinquième fils de David Sassoon (1792–1864), un négociant juif de coton et d'opium en Chine qui sert comme trésorier de Bagdad de 1817 à 1829,. Sa mère est Farha (Hyeem) Sassoon (1814-1886), philanthrope. Il est le frère de Reuben David Sassoon (1835–1905), un banquier et l'oncle d'Edward Sassoon, 2e baronnet, de Kensington Gore.
Il est à l'origine membre du conseil d'administration de la Hong Kong Bank, qui devient plus tard connue sous le nom de Hongkong and Shanghai Banking Corporation, la filiale hongkongaise de HSBC. Pendant de nombreuses années, il est administrateur de David Sassoon & Company de Leadenhall Street, Londres, une société commerciale fondée par son père Reuben David Sassoon.

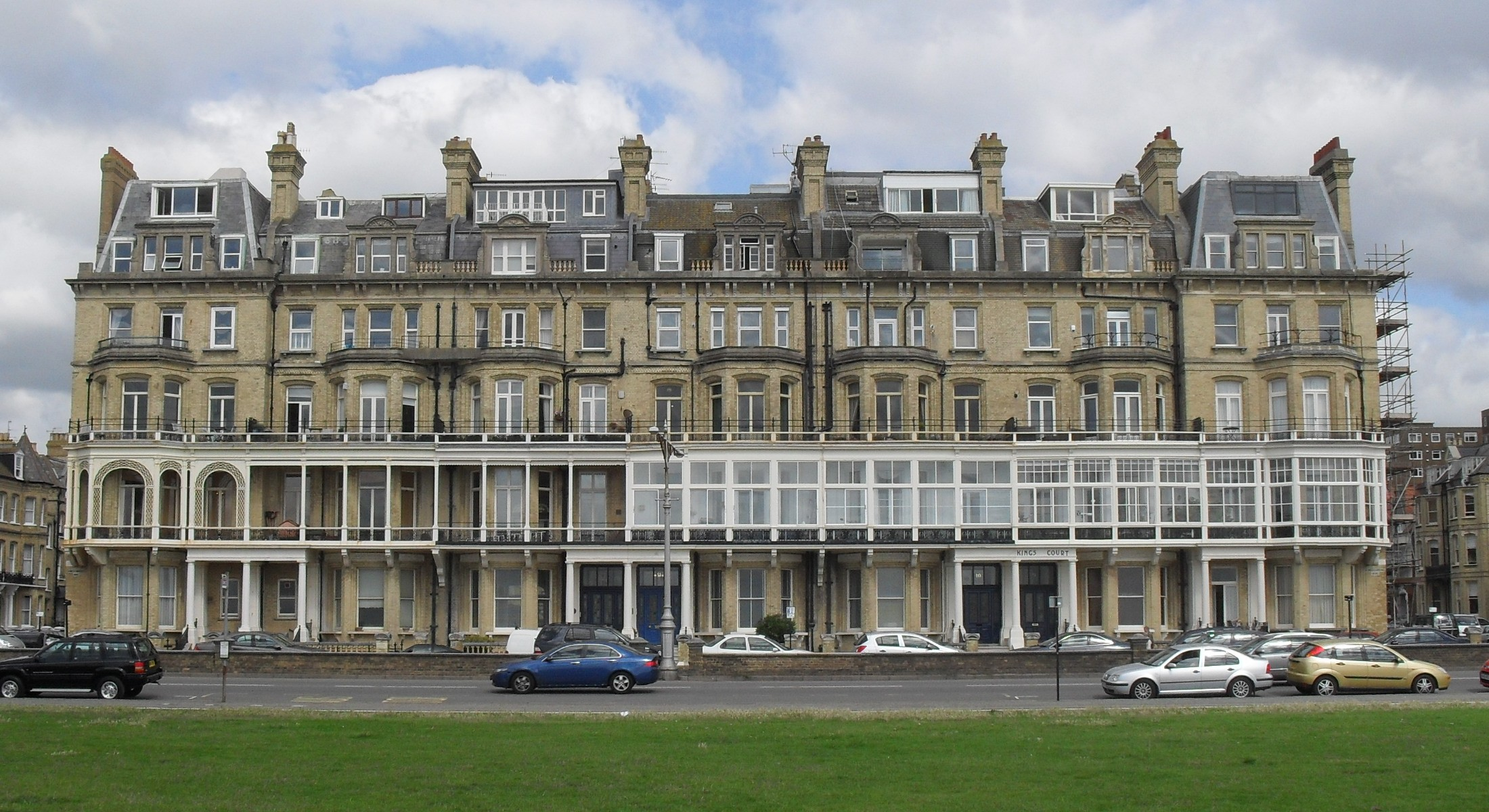
8-14 King's gardens, Hove. Arthur et sa femme résidaient au numéro 8.

En 1873, il épouse (Eugénie) Louise (Pérouse) Sassoon (1854-1943), fille de Signor Achille Pérouse de Trieste, Italie, dont la sœur Marie Pérouse (1862–1937) est mariée à Leopold de Rothschild (1845-1917),,,. Louise devient une mondaine de premier plan dans la haute société de Londres,  et son travail avec les filles juives pauvres l'amène à être nommée dans l'Ordre de l'Empire britannique. Son portrait est peint par George Frederic Watts (1817-1904) en 1882  et est exposé à la Tate Britain.
Pendant de nombreuses années, le couple réside à Hove, East Sussex. En 1881, ils sont enregistrés comme vivant à 6 Queen's Gardens, une partie d'une terrasse face à la mer de sept manoirs de la fin du XIXe siècle. Ceux-ci ont été endommagés par des bombes pendant la Seconde Guerre mondiale et démolis dans les années 1960, des appartements appelés Kingsway Court occupent maintenant le site. Avec un personnel de 13 domestiques, cuisiniers et majordomes, ils sont "l'un des plus grands employeurs de personnel domestique à Hove". Reuben, le frère de Sassoon, vit à côté au numéro 7. De 1883 jusqu'à la mort d'Arthur Sassoon, ils vivent au 8 jardins du Roi, un bâtiment classé,.
Sassoon est un ami personnel et un confident du roi Édouard VII (1841–1910),,,. Le roi restait souvent avec lui lors de ses visites à Brighton, parfois pour rendre visite à sa maîtresse Alice Keppel (1868–1947). De plus, Arthur Sassoon l'accompagne lors d'excursions d'une journée au Worthing Pier et aux jardins de Beach House, la résidence privée d'Edmund Giles Loder, 2e baronnet (1849-1920). Un autre invité est le capitaine Richard Francis Burton (1821–1890). Les visites connues du roi à la maison des Sassoon ont lieu en 1898, 1907, 1908 et 1910, mais on pense que d'autres visites n'ont pas été enregistrées. Il sent que sa bronchite et son asthme se sont améliorés lors de sa visite sur la côte du Sussex, de sorte que ses visites n'étaient pas simplement sociales. Edward VII est également un invité occasionnel d'Arthur Sassoon à Tulchan Lodge, Advie, Morayshire, pendant la saison de la chasse dans les landes écossaises. Après la mort du roi en mai 1910, Arthur Sassoon paie 100 £ pour une sculpture commémorative. La Statue de la Paix, également connue sous le nom de Statue Commémorative du roi Edward VII, est conçue par Newbury Abbot Trent et dévoilée en 1912 sur le front de mer à l'ancienne frontière de la paroisse de Brighton et Hove.
Il meurt le 13 mars 1912 alors qu'il séjourne à la maison Leighton Buzzard de Leopold de Rothschild, son beau-frère. La photogravure de Sassoon, réalisée par Walker &amp; Boutall en 1897, est à la National Portrait Gallery de Londres. Il est également commémoré par quatre vitraux de la synagogue de Middle Street, à Brighton. Sa fortune, qui dépasse 650 000 £, passe aux enfants de son frère Reuben.
Brighton et Hove sont étroitement associés à la famille Sassoon aux XIXe et XXe siècles. Henry Du Pré Labouchère plaisante un jour: "Brighton est une ville côtière de trois miles de long et trois mètres de large, avec un Sassoon à chaque extrémité et un au milieu". Cela fait référence à Albert Sassoon à l'extrémité est, Reuben Sassoon au milieu et Arthur Sassoon à l'extrémité ouest .